# Bushmills
Bushmills (iriska: Muileann na Buaise) är en liten ort i distriktet Causeway Coast and Glens i grevskapet Antrim i Nordirland. Bushmills är mest känt för Old Bushmills Distillery som grundlades år 1608. Destilleriet är världens äldsta i sin typ som fortfarande är i drift. 
Bushmills ligger cirka 95 kilometer från huvudstaden Belfast, 10 kilometer från Ballycastle och cirka 15 kilometer från Coleraine. Namnet kommer ifrån floden Bush.

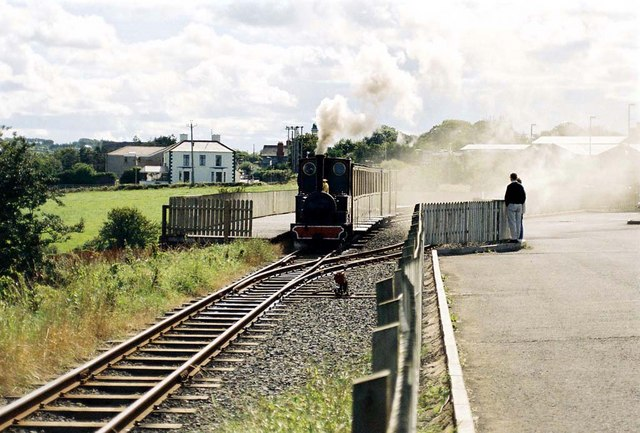
Bushmills Station.

År 2001 hade Bushmills totalt 1 319 invånare.